# Axuxa II
Axuxa II (em armênio: Աշուշայ; romaniz.: Ašuša(y); m. 457/70) foi um vitaxa (vice-rei) de Gogarena da família mirrânida do século V, ativo desde o reinado do xainxá Isdigerdes II (r. 438–457) ao de Perozes I (r. 459–484). Esteve entre os nobres levados à corte persa de Ctesifonte sob ordens do xá Isdigerdes II (r. 438–457) no tempo da imposição do zoroastrismo na Armênia (449). Também teve seu papel na libertação de seus sobrinhos, filhos de Maictes Mamicônio, de seu cativeiro em Ctesifonte após a derrota da revolta armênia liderada por Vardanes II.

## Nome
Axuxa (Աշուշայ, Ašuša(y)) é um nome armênio de origem iraniana, cuja etimologia é desconhecida.

## Contexto

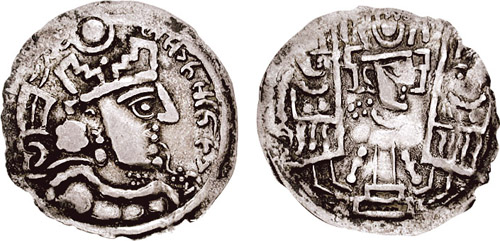
Dracma de r.

Em 428, os nacarares da Armênia peticionaram ao xainxá Vararanes V (r. 420–438) para que destronasse o rei Artaxias IV (r. 422–428) e abolisse a dinastia arsácida. Para governar o país, Vemir-Sapor foi nomeado como marzobã e e Vaanes II foi designado à tenência real. Vemir-Sapor morreu em 442, após uma administração considerada justa e liberal, na qual conseguiu manter a ordem sem ferir o sentimento nacional de frente. Vasaces I substituiu-o como marzobã. Vararanes permitiu a manutenção do cristianismo, enquanto procurava acabar com a influência do Império Bizantino sobre a Igreja da Armênia ao anexá-la à Igreja do Oriente. Contudo, seu filho e sucessor, Isdigerdes II (r. 438–457), era um pietista masdeísta e se comprometeu a impor o masdeísmo na Armênia.

## Vida

### Origem familiar

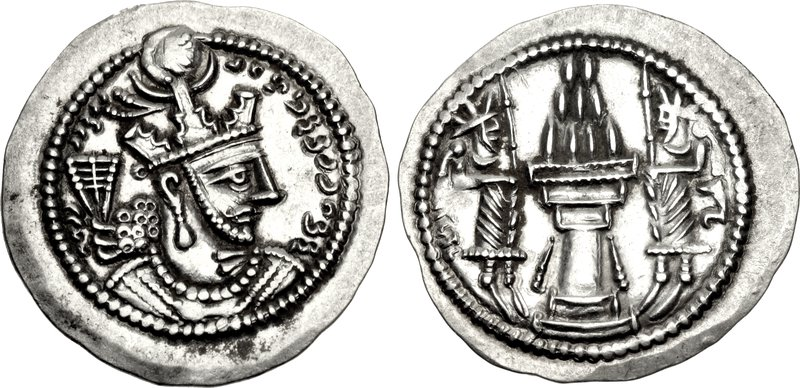
Dracma de r.

Em data incerta, Axuxa casou-se com Anuxeverã Arzerúnio, a irmã do padre Alano Arzerúnio e de Zuique Arzerúnio, casada com Maictes Mamicônio, e com ela gerou Vasgeno e Goguique. As reivindicações de seu filho Vasgeno ao trono da Ibéria provavelmente indicam um parentesco com a família real ibera, mas seu relacionamento exato não está claro a partir dos documentos contemporâneos. Cyril Toumanoff, com base nos anais reais de Cártlia, atestados no século IX e datados do VIII, menciona Axuxa II, filho de Bacúrio II, vitaxa que se casou em 449/55 com Chuaranze, filha do rei da Ibéria Mitridates V. Bacúrio II era filho de Axuxa I, príncipe da cidade de Taxir em 430. Essa tese, porém, coloca um problema cronológico porque Vasgeno, filho de Axuxa, era casado e pai de vários filhos em 475, e não está claro como poderia ser neto de Bacúrio II, casado por 449, ou seja, 26 anos antes. Para Christian Settipani, Axuxa seria o príncipe de Taxir de 430 e neto de Bosmário ou Burzemir II, vitaxa, e Osducte, irmã do mefe (rei) Farasmanes IV (r. 383–408).

### Carreira

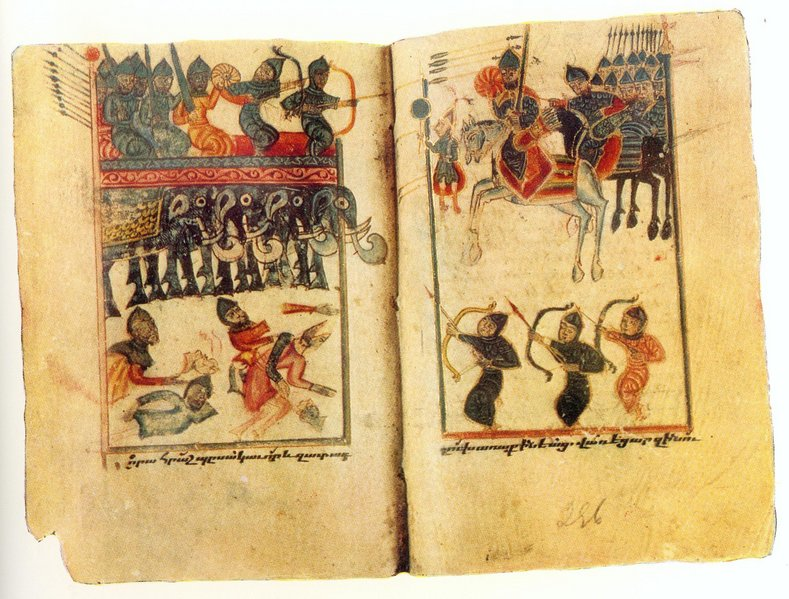
Iluminura do século XVI da Batalha de Avarair

De acordo com Lázaro de Farpe, ao lado do católico José I, o marzobã Vasaces Siuni e do asparapetes Vardanes II, convocou o Concílio de Artaxata. A intenção do encontro, ocorrido em 450 segundo Nicholas Adontz, era responder ao edito enviado por Mir-Narses, em nome de Isdigerdes, que exigia que a nobreza se convertesse ao zoroastrismo. Depois, foi um dos nobres que foram à corte de Ctesifonte para falar com Isdigerdes II e confirmar sua lealdade. Na corte, Isdigerdes exigiu que os armênios se prostrassem diante do Sol, seguindo o rito zoroastrista. Um cortesão cristão aconselhou-os a seguirem as ordens, fingindo estarem adorando ao Sol. Vardanes II foi veementemente contra, mas foi convencido por Axuxa a realizar os rituais exigidos.
Desconfiado, Isdigerdes decidiu manter como reféns na corte Axuxa, dois filhos do Vasaces I e alguns outros nobres. Os nacarares retornaram à Armênia, acompanhados por sacerdotes masdeístas que fecharam igrejas e construíram templos. Muito rapidamente, liderado pelo clero cristão e, em seguida, pela nobreza, o povo armênio se ergueu em revolta. Vardanes II assumiu a liderança da revolta, que foi esmagada em 26 de maio de 451, na Batalha de Avarair. Seu irmão Maictes foi morto pouco depois em Taique por Vasaces I, que levou os quatro filhos dele (Vaanes I, Vasaces, Bardas e Artaxias) e enviou-os para Ctesifonte. Tendo a paz e a submissão regressado à Armênia, Axuxa conseguiu comprar sua liberdade e a de seus sobrinhos, os filhos de Maictes, em 455, e levou-os à Armênia para junto da mãe deles, entregando a sua guarda e educação a Lázaro de Farpe e a Susana, filha de Vardanes II, que mais tarde casou com seu filho Vasgeno. Axuxa faleceu em algum momento em 457/70.